# Lanistes graueri
Lanistes graueri је пуж из реда Architaenioglossa и фамилије Ampullariidae.

## Угроженост
Подаци о распрострањености ове врсте су недовољни.

## Распрострањење
Ареал врсте је ограничен на једну државу, ДР Конго.

## Станиште
Станиште врсте су слатководна подручја.